# Louis Colville Gray Clarke
Louis Colville Gray Clarke, FSA (* 2. Mai 1881 in Croydon, London, England; † 13. Dezember 1960 in Cambridge) war ein britischer Archäologe.

## Leben
Er war von 1922 bis 1937 Kurator des Museum of Archaeology and Anthropology, University of Cambridge und anschließend von 1937 bis 1946 Direktor des Fitzwilliam-Museums in Cambridge. Er war Stipendiat der Trinity Hall, Cambridge.